# С любовью пополам
«С любовью пополам» — советско-болгарский фильм 1979 года режиссёра Сергея Микаэляна.

## Сюжет
Подходит к концу работа по возведению нефтепровода «Дружба», на одном из участков работают вместе советские и болгарские специалисты. Осталось всего несколько километров, и будет перерезана ленточка, награды и премии.
Однако, бригадиры трубоукладчиков Петко Тошев и Костя Коротков узнают от студентов-геологов, расположившихся лагерем рядом со строительством, что прокладка труб отрицательно скажется на состоянии почвы. Но трубу можно пустить в обход — когда много лет назад делали проект, мешала река, но теперь русло изменено и ничего не мешает.
Бригадиры начинают вести борьбу за изменение маршрута трассы на небольшом участке земли. Но для этого нужны новые исследования, расчёты и проект. Нужно время. А времени нет — миллионы кубометров газа ждут в Европе. Друзья сталкиваются с бюрократизмом и безразличием вышестоящего начальства, за «мятежную деятельность» бригадиров чуть ли не снимают с должностей. В Москву направлен запрос, но ответа нет.
От отчаяния друзья решают изменить маршрут газопровода под свою ответственность, обмануть начальника участка, что разрешение получено… Их горячо поддерживают бригады и студенты-геологи. Последний шов сделан, начинается митинг, прибывает руководство, гости из-за рубежа, журналисты… и вместе с ними приходит решение об изменении проекта.

## В ролях
- Семён Морозов — Костя Коротков, бригадир трубоукладчиков
- Велко Канев[болг.] — Петко Тошев
- Росица Петрова — Милена
- Вероника Изотова — Наташа
- Борислав Брондуков — Акимич, кадровый строитель
- Пётр Щербаков — Николай Филиппович Шадыбин, начальник
- Виктор Сергачёв — Полупанов, прораб
- Георгий Русев[болг.] — Колев
- Богомил Симеонов[болг.] — Модев
- Татьяна Конюхова — Людмила Александровна Макеева
- Владимир Самойлов — Григорий Михайлович, начальник треста
- Нина Агапова — секретарь
- Борис Бачурин — рабочий
- Юрий Нифонтов — Мишка
- Татьяна Новицкая — Тоня, повариха
- Елена Аржаник — Оля, студентка
- Михаил Малиновский — Игорь Секачёв, студент
- Наталья Острикова — Галя
- Стефан Костов — Кирамидаров
- Вадим Андреев — Дроздецкий
- Валентина Владимирова — Железнякова
- Татьяна Лебедева — эпизод
- Стоян Гыдев[болг.] — эпизод
- Иван Косых — орденоносец на вечере строителей
- Красимира Апостолова — бригадир на стройке в Софии

## Критика
В рецензии в журнале «Искусство кино» (№ 7, 1980) фильм был резко раскритикован:

Картина просто беспомощна в профессиональном плане. Не верится, что поставил её С. Микаэлян, режиссёр, у которого есть замечательные работы. Некоторые сюжетные повороты совсем уж нелепы. … Картина населена унылыми, убогими персонажами. У них мелкие страсти, мелкие чувства и мелкие проблемы. Поверить в жизненность подобного случая трудно.